# آنوش آراکلیان
آنوش آراکلیان (ارمنی: Անուշ Առաքելյան؛ زادهٔ ۲۸ سپتامبر ۲۰۰۱) بازیکن فوتبال در پست مدافع اهل ارمنستان است.

## باشگاهی
از باشگاه‌هایی که در آن بازی کرده‌است می‌توان به گُلز-آسریان اشاره کرد.

## تیم ملی
وی همچنین در تیم ملی فوتبال زیر ۱۹ سال زنان ارمنستان و تیم ملی فوتبال زنان ارمنستان بازی کرده‌است. 

## یادداشت
1. ↑  ԳՈԼԶ-Ասիրյան